# Faro di Longstone
Il faro di Longstone si trova sull'isola di Longstone Rock, appartenente al gruppo delle Outer Staple nell'arcipelago delle Isole Farne, circa 6 miglia al largo della costa del Northumberland. È gestito dall'autorità generale per i fari britannica Trinity House e controllato a distanza dal centro operativo di Harwich.

## Storia
Già nella seconda metà del XVII secolo Sir John Clayton propose la costruzione di un faro alle Outer Staples, ed una nuova richiesta venne effettuata dal Capitano J. Blackett nel 1755. In entrambi i casi Trinity House dovette respingere la proposta in quanto fu impossibile raggiungere un accordo con le parti interessate riguardo al pagamento di un pedaggio per la manutenzione dell'edificio. Divenne tuttavia sempre più evidente la necessità di un faro sulle Outer Staples per la sicurezza della navigazione al largo della costa del Northumberland. Nel 1826 venne eretta la torre in pietra a pianta circolare, progettata e costruita da Joseph Nelson. Non si badò a spese per il segnale luminoso: venne installata una lampada Argand a 12 bruciatori, la cui luce era amplificata da specchi parabolici (da 12 pollici di diametro e 9 di profondità) e lenti Fresnel. La sola lanterna infatti, con lampade e apparati ottici, costò ben 1.441 sterline dell'epoca delle complessive 4.771 sterline necessarie a costruire l'intera struttura. La permanenza a Longstone era resa difficile dall'isolamento e dalle onde, che durante le tempeste arrivavano ad investire l'abitazione dei guardiani costringendo questi ultimi a rifugiarsi nei locali più alti della torre. Nel 1952 furono eseguite alcune modifiche importanti e la luce fu elettrificata. Nel 1990 fu convertito al funzionamento automatico.

### Il naufragio del Forfashire
Il faro di Longstone divenne famoso per il naufragio del piroscafo SS Forfashire. Nel settembre del 1838 la nave a vapore, diretta a Dundee in Scozia, si arenò sugli scogli detti "Hawkers Rocks" a circa un miglio di distanza dal faro causando la morte di 43 persone. La parte poppiera dello scafo fu strappata dalla tempesta e si perse in mare, mentre la prua restò sugli scogli e fornì un appiglio per i sopravvissuti. All'alba il relitto fu avvistato da alcuni pescatori, che non osarono tentare il salvataggio a causa del mare ancora troppo mosso. Anche il guardiano del faro di Longstone, William Darling, vide il relitto ed esitò ad intervenire, ma la figlia Grace Darling (24 novembre 1815 – 20 ottobre 1842), lo convinse ad affrontare le onde con la piccola imbarcazione in dotazione al faro su cui lei stessa salì. William e la figlia Grace portarono in salvo 9 superstiti, tra cui una donna, li alloggiarono e nutrirono per due giorni presso il faro finché la tempesta si placò e poterono raggiungere la terraferma. In segno di pubblica riconoscenza fu organizzata una sottoscrizione in favore di William e Grace Darling e quest'ultima ricevette una borsa di studio dal governo britannico.